# 纳尔多 (莱切省)
纳尔多（義大利語：Nardò），是意大利莱切省的一个市镇。总面积190平方公里，人口31195人，人口密度164.2人/平方公里（2009年）。ISTAT代码为075052。